# Русалка (картина Уотерхауса)
«Русалка», или «Морская дева», (англ. A Mermaid) — картина британского художника-прерафаэлита Джона Уильяма Уотерхауса, написанная около 1900 года. Находится в коллекции Королевской академии художеств в Лондоне.

## Описание

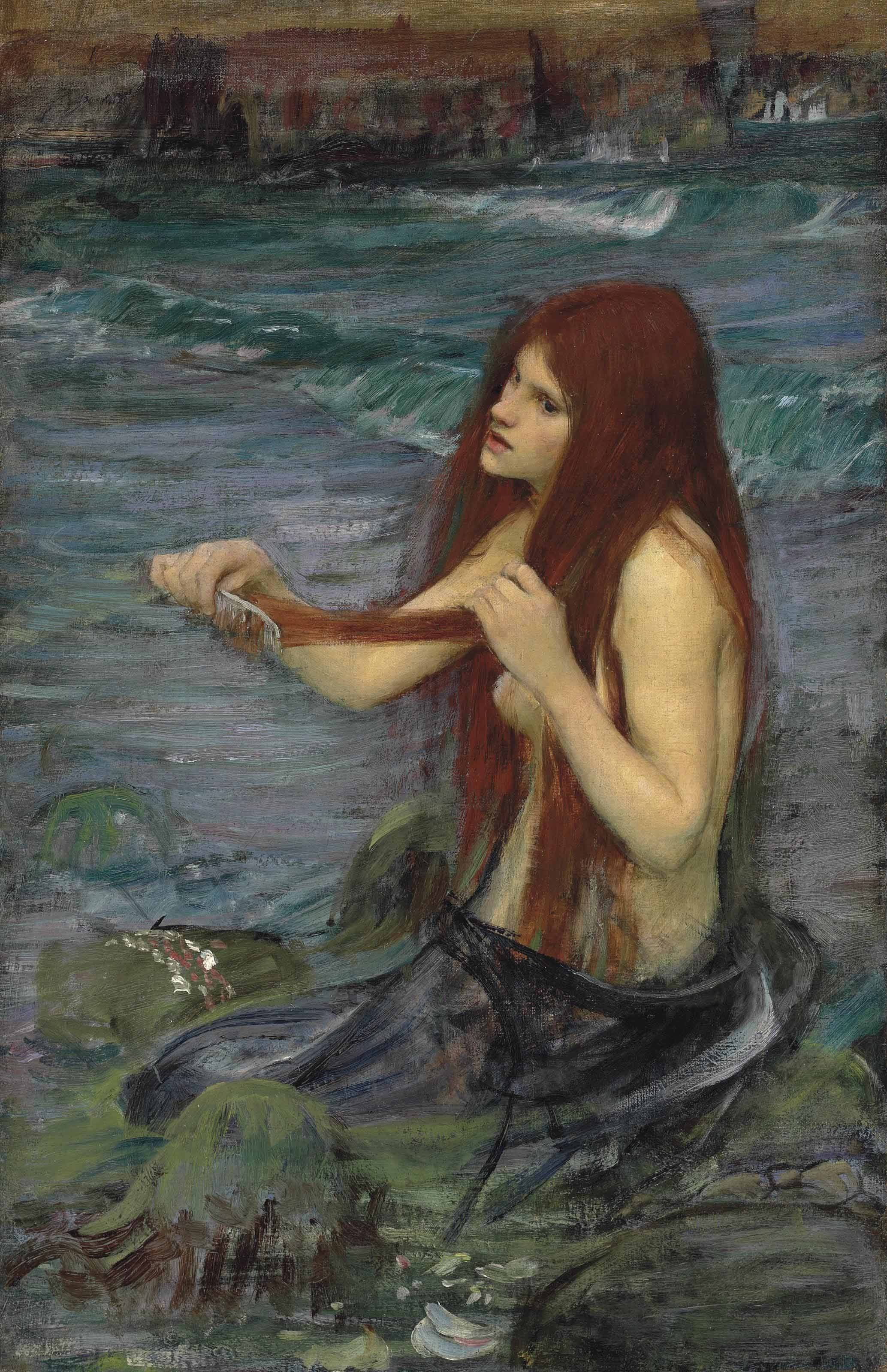
Этюд «Русалка» (1892—1895 годы)

Художник интересовалась тёмной стороной мифологического персонажа морской девы (в русском искусстве во многом слившимся с русалкой) как волшебницы. Морские девы традиционно были сиренами, которые в греческой мифологии своими захватывающими песнями заманивали моряков на смерть. Одновременно они были трагическими фигурами, поскольку русалки не могли жить в человеческом мире, по которому они тосковали, а мужчины не могли существовать в их водном царстве, поэтому любые отношения между ними были обречены.
Картина была вдохновлена стихотворением Альфреда Теннисона «Русалка» (1830). В стихотворении говорится о русалке, причесывающей волосы, что и было изображено художником. Тема русалки идеально соответствует его предпочтению изображать женскую и классическую красоту женщин наряду с темами мифологии и поэзии.
Русалка спокойно сидит на берегу, к которому бегут волны. Арки скал заполняют задний план картины. Галечный берег подсказывает зрителю, что сцена помещена в Великобритании, как и на других картинах художника. На картине нет моряков, а русалка изображена в виде заманчивой одинокой фигуры, хотя и с рыбьим хвостом. Картина порождает атмосферу нежной меланхолии, когда русалка сидит одна в отдалённом заливе, мечтательно расчёсывая свои красивые длинные рыжие волосы и приоткрыв губы в песне. Рядом с ней находится раковина, наполненная жемчугом, который образовался из слёз мёртвых моряков.

## История
Когда «Русалка» была выставлена в Королевской академии в 1901 году, журнал Art Journal отметил её «задумчиво-печальный вид», а рецензия отмечала, что «оно рассказывает о человеческом стремлении, которое никогда не может быть удовлетворено… Морозный холод навсегда поселился в её сердце; бесконечный плеск волн не может заменить звуки человеческого голоса; никогда это прекрасное создание, обеспокоенное чувствами, не сможет испытать ни непробужденного покоя, ни радости женственности».
Джон Уильям Уотерхаус подарил картину Королевской академии после своего избрания академиком. С 1880-х годов художник часто выставлял в Королевской академии и Новой галерее картины, сюжеты которых во многих случаях были взяты из литературы или греческой мифологии.